# Herb Żnina
Herb Żnina – jeden z symboli miasta Żnin i gminy Żnin w postaci herbu.

## Wygląd i symbolika
Herb przedstawia na błękitnej tarczy wizerunek srebrnej budowli z otwartą bramą z wrotami w kolorze złotym. Budowla posiada trzy okna ułożone obok siebie oraz czerwony dach kalenicowy, na którym są umieszczone dwie złote kule. Na bokach budowli znajdują się dwie srebrne wieże, po jednej na stronę. Każda z wież ma dwa okna oraz czerwony, stożkowy dach zakończony złotym krzyżem na złotej kuli. 

## Historia
Wizerunek herbowy widnieje na pieczęciach miejskich z XIV wieku, zatwierdzony 2 czerwca 1937 oraz ustanowiony uchwałą rady miejskiej 28 marca 2003 roku.